# 索馬里副沙鯰
索馬里副沙鯰，為輻鰭魚綱鯰形目北非鯰科的其中一種，分布於非洲索馬利亞Ganana河及肯亞Tana河流域，體長可達6.9公分，棲息在底層水域，屬肉食性，生活習性不明。